# Doktor Proktor a prdicí prášek
Doktor proktor a prdicí prášek je kniha pro děti a mládež z roku 2007, kterou napsal norská autor Jo Nesbø. Zaměřuje se na tři hlavní postavy (doktora Proktora, Lízu a Bulíka), které se spřátelí a čtenář sleduje jejich dobrodružství s neobvyklým vynálezem prdicího prášku. Kniha je velmi populární u mladých čtenářů, je plná originálního humoru a nečekaných zápletek. Po velkém úspěchu následovaly další díly série o doktorovi Proktorovi a jeho příhodách s vynálezy.

## Okolnosti vydání
Jo Nesbø je světoznámý norský spisovatel a hudebník. Proslavil se především detektivní sérií započatou v roce 2013 románem Netopýr, v níž vystupuje svérázný kriminalista Harry Hole. Vydání dětské knihy proto bylo poněkud překvapující. První kniha o příhodách doktora Proktora a jeho pomocníků Lízy a Bulíka vyšla v roce 2007 a brzy následovaly další díly, které se díky překladům do mnoha jazyků i filmovému zpracování dočkaly mezinárodního věhlasu. Po úspěchu prvních tří dílů s příhodami doktora Proktora v Norsku se první díl Doktor Proktor a prdicí prášek dočkal také českého překladu.

## Děj
Doktor Proktor a prdicí prášek je veselá dětská kniha, která začíná v malém norském hlavním městě jménem Oslo, kde žije hlavní hrdinka Líza. Její život se změní, když se vedle ní přistěhuje nový soused, malý, ale velmi energický chlapec jménem Bulík. Společně objevují, že jejich nový soused, podivínský vynálezce doktor Proktor, vyvinul neobvyklý vynález – prdicí prášek.
Prášek je původně navržen jako pomocník proti zácpě, ale má nečekaný vedlejší efekt – způsobuje, že jeho uživatelé prdí s obrovskou silou. Bulík a Líza se rychle spřátelí s doktorem Proktorem a začnou zkoušet jeho prášek. Zjistí, že prášek může být použit k různým zábavným a dobrodružným účelům, například k létání.
Mezitím se prášku zmocní dva školní rváči, Truls a Trym Tránovi, kteří se snaží ukrást recept a prodávat prášek sami. Líza, Bulík a doktor Proktor musí vymyslet plán, jak prášek ochránit a zajistit, aby se nedostal do nesprávných rukou.
Děti nakonec odhalí zrádné plány Trulse a Tryma, kteří chtějí prášek prodat na černém trhu. Bulík, Líza a doktor Proktor musejí jednat rychle, aby získali prášek zpět. V této napínavé honičce použijí všechny své dovednosti a především svou vynalézavost, aby se postavili rodině Tránových, a v rozhodující chvíli se jim podaří získat prášek zpět a zajistit, že zůstane v bezpečí. Celé město je pak svědkem velkolepého prdicího incidentu, který nakonec přinese všem spoustu radosti, oslav a smíchu.
Hlavním poselstvím příběhu a opakovaným motivem je síla přátelství, odvaha a že jakékoliv špatné chování bude dříve nebo později odhaleno a potrestáno. Kniha je plná humorných pasáží a nezvyklých situací, které jsou dokresleny trefnými ilustracemi Pera Dybviga.

## Přijetí díla
V recenzi na webu ILiteratura.cz román pozitivně přijala Jitka Jindřišková. Uvedla, že se, jak už naznačuje název samotného díla, jedná o humornou knihu, u které se budou smát nejen děti, ale pobaví se i dospělí. Autor podle ní jednoznačně charakterizoval postavy jako dobré a zlé a na konci příběhu se dostává k myšlence, že na každého jednou dojde. Nesbø podle ní dokáže využívat kontrastů, ať už při popisu atmosféry, kdy se celá země a zejména Oslo chystá na velkolepé oslavy národního svátku, které doprovázejí kroje, dětské orchestry a třepotající se norské vlajky, a pod městem se zatím nachází kanalizace, plná podivných neznámých stvoření, nebo při věrném až hororovém popisem něčeho velkého s ostrými zuby, širokým chřtánem a „tvory, jejichž existenci byste si raději nepřáli“. Tyto do detailů vylíčené, napínavé pasáže s tajuplným predátorem patří podle recenzentky mezi jedny z nejlepších v knize.
Nedílnou součástí knihy jsou i neotřelé ilustrace Pera Dybviga, který podle hodnocení Jindřiškové velmi výstižně a moderně zdůrazňuje podstatné, ať už se jedná o klíčové rysy postav, nebo ztělesnění klíčových momentů. Přitom si dokáže udržet vyváženou barevnou paletu. K úspěchu knihy v českém prostředí přispěl i překlad Jiřího Váni Stigena, který je v recenzi hodnocen jako velmi zdařilý, neboť dokázal zachytit bohatou slovní zásobou spád příběhu, který se i těm nejmladším čtenářům snadno čte. Příběh rychle odsýpá, drží čtenáře v napětí a od samého začátku až do konce se odehrává v příjemném tempu.
V recenzi anglického vydání napsala Karen Coatsová, že dílo svým laděním připomene obdobné texty jiných autorů původem ze Skandinávie, jako je Roald Dahl nebo Astrid Lindgrenová. Protagonisty i jejich nepřátele nicméně popsala jako „přehnané a zábavné karikatury“, přičemž společně se záplavou tělesného humoru se podle ní trefí přesně do vkusu cílového čtenáře.

## Adaptace
V roce 2014 byla uvedena stejnojmenná rodinná komedie. Vznikla ve spolupráci Norska, Německa a Švédska a dočkala se i českého předabování a uvedení do kin. Filmová verze věrně kopíruje děj knihy a jejím záměrem je pobavit děti i dospělé.